# Margaret Whitton
Margaret Ann Whitton (Filadelfia, Pensilvania; 30 de noviembre de 1950-Palm Beach, Florida; 4 de diciembre de 2016), fue una actriz estadounidense de cine, teatro y televisión. 
Fue hija de un coronel del ejército de los Estados Unidos, y estaba casada, en segundas nupcias, con Warren Spector, exejecutivo de Bear, Stearns & Co. Murió después de una breve batalla contra el cáncer, según informó Steven Tabakin, amigo y pareja productora en Tashtego Films.

## Filmografía
- The Best of Times (1986) como Darla.
- Nueve semanas y media (1986) como Molly.
- Tallo de hierro (1987) como Katrina Dougherty.
- El secreto de mi éxito (1987) como Vera Pemrose Prescott.
- Little Monsters (1989) como Holly Stevenson.
- Major League (1989) como Rachel Phelps.
- Big Girls Don't Cry... They Get Even (1992) como Melinda.
- El hombre sin rostro (1993) como Catherine Palin.
- Major League II (1994) como Rachel Phelps.
- Trial by Jury (1994) como Jane Lyle.